# Ultimate Soundtracker
Ultimate Soundtracker, även SoundTracker, var det första så kallade trackerprogrammet. Det skapades 1987 av Karsten Obarski, en tysk mjukvaruutvecklare som vad med i en grupp som kallades EAS. Initialt var Soundtracker en kommersiell produkt för Amiga men efter utebliven succé så släpptes programmets källkod som public domain (motsvarande open source). Detta ledde till att det gjordes många olika versioner av denna av olika demogrupper och blev snabbt en del av demoscenen för Amiga.
SoundTracker gav möjligheten till fyra ljudkanalers hårdvarumixning på alla Amigadatorer med maximalt 16 olika samplingar/instrument. En officiell diskett som innehöll ett 50-tal samplingar kallades "ST-01" och under 1980-talet innehöll i princip all musik skapad i SoundTracker ljud från denna diskett.
SoundTracker följdes på Amiga av Noisetracker (av Mahoney & Kaktus) 1989 och Protracker 1991.